# Kamen Rider X
Kamen Rider X (仮面ライダーX Kamen Raidā Ekkusu?) es el título de la 3.ª temporada de la franquicia Kamen Rider.

## Argumento
El científico en robótica Keitarō Jin y su hijo Keisuke, son atrapados en la campaña del terror por una organización malvada conocida como “G.O.D”. Atacan y roban la tecnología del profesor, pero antes de que Keitarō muera puede operar a su hijo con lo último de su tecnología de robótica transformándole en el impresionante “Kamen Rider X”. Ahora, vengará la muerte de su padre y garantizará la seguridad de Tokio, de Japón, y del mundo entero. Combate contra monstruos de G.O.D, utilizando su “Ridol ”, su arma personal. Con un grito exuberante de ¡“Set UP”! se transforma en X-Rider, lanzándose a la  batalla a bordo de su motocicleta “Cruiser”.

## Personajes

### Rider
- Keisuke Jin (神 敬介 Jin Keisuke?)/Kamen Rider X (仮面ライダーX Kamen Raidā Ekkusu?): Es el hijo del profesor Keitarō Jin, fue modificado genéticamente por su padre antes de morir para que pudiera hacerle frente a la amenaza de G.O.D. Al principio, Keisuke estaba terriblemente angustiado por su cuerpo cyborg (como sus predecesores) y sufría mucho. Sufrió aún más cuando la máquina que sostenía la personalidad y los recuerdos de su padre se autodestruyó (cuando se dio cuenta de que Keisuke se había vuelto demasiado dependiente), dejando a Keisuke solo para luchar contra los asesinos de su padre. A pesar de todos estos incidentes muy desafortunados, Keisuke luchó contra G.O.D para proteger a la humanidad y demostrar cuánto carácter tiene. Como las cosas eventualmente mejoraron, Keisuke recuperó lentamente su antigua alegría, mientras enfrentaba más dificultades en su vida que lo hicieron más fuerte.

### Aliados
- Tōbei Tachibana (立花 藤兵衛 Tachibana Tōbee?): Un antiguo aliado de los Kamen Riders, regresa esta vez para ayudar a Keisuke.
- Keitarō Jin (神 敬太郎 Jin Keitarō?): El padre de Keisuke, alguna vez fue un genio de la robótica cuya tecnología atrajo la atención de G.O.D, en consecuencia, Keitarō fue asesinado tras salvar la vida de su hijo. Sin embargo, su conciencia fue transferida a la Estación Jin, que se encontraba en el mar. Se destruyó a sí mismo después de declarar que la existencia de la Estación Jin solo había convertido a Keisuke en un humano más débil al permitir que sus sentimientos por él se interpusieran en su batalla con G.O.D
- Ryōko Mizuki (水城 涼子 Mizuki Ryōko?): La prometida de Keisuke y su asistente, es una detective de la Interpol que se infiltra en G.O.D para realizar operaciones encubiertas.
- Kiriko Mizuki (水城 霧子 Mizuki Kiriko?): es la hermana gemela de Ryōko. Muere protegiendo a Keisuke de un ataque fatal de G.O.D

### Villanos
- Organizacion Secreta G.O.D (秘密機関 Goddo Himitsu Kikan?): G.O.D. (Government Of Darkness) es una sociedad secreta en la que los países enemigos se unían en secreto y usaban monstruos cyborg para intentar dominar el mundo. Los monstruos de la organización se basan en mitología griega y figuras históricas o ficticias.
  - Comandante General de G.O.D. (GOD総司令 Goddo Sō Shirei?): Un hombre misterioso que lidera a los monstruos usando varios objetos con grabadoras que graban sus órdenes.
  - Apollo Geist (アポロガイスト Aporo Gaisuto?): Es el Jefe de Seguridad de G.O.D., Tiene órdenes para ejecutar a cualquier miembro de la organización que ya no sea útil.
  - King Dark (キングダーク Kingu Dāku?): Un robot gigante que sirve como el testaferro de G.O.D.
  - Doctor Noroi (呪博士 Noroi Hakase?): Un antiguo compañero de universidad de Keitarō que tiene ciertos vínculos con G.O.D y King Dark.

## Episodios
1. ¡¡X-X-X-Rider Nace!! (X・X・Xライダー誕生!! Ekkusu Ekkusu Ekkusu Raidā Tanjō!!?)
2. ¡Corre, Cruiser! ¡¡X-Rider!! (走れクルーザー! Xライダー!! Hashire Kurūzā! Ekkusu Raidā!!?)
3. ¡¡Asesinato en la Operación de la Araña Oscura!! (暗殺 黒ぐも作戦!! Ansatsu Kurogumo Sakusen!!?)
4. ¡¡G.O.D, la Sombra del Miedo!! (ゴッド恐怖の影!! Goddo Kyōfu no Kage!!?)
5. ¡La Operación Humana del Monstruo Tuerto! (一つ目怪人の人さらい作戦! Hitotsume Kaijin no Hito Sarai Sakusen!?)
6. ¡El Plan de Fragmentación de la Isla Japonesa! (日本列島 ズタズタ作戦! Nihon Rettō Zutazuta Sakusen!?)
7. ¡El Terrible Proyecto Humano Genio! (恐怖の天才人間計画! Kyōfu no Tensai Ningen Keikaku!?)
8. ¿¡Misterio!? Pequeña Tierra - Mediana Tierra - Gran Tierra (怪!? 小地球・中地球・大地球 Kai!? Shōchikyū - Chūchikyū - Daichikyū?)
9. El Gran Entrenamiento Mortal de X-Rider (Xライダー必殺大特訓 Ekkusu Raidā Hissatsu Dai Tokkun?)
10. ¡El agente Secreto de G.O.D! ¡¡Apollo Geist!! (ゴッド秘密警察! アポロガイスト!! Goddo Himitsu Keisatsu! Aporo Gaisuto!!?)
11. ¡El Invulnerable Monstruo Serpiente de Agua Hydra! (不死身の水蛇怪人 ヒュドラー! Fujimi no Mizuhebi Kaijin Hyudorā!?)
12. ¡Mandar Lejos a la Chica ESPer! (超能力少女をさらえ! Chōnōryoku Shōjo o Sarae!?)
13. ¡La Gran Profecía del Radamos de G.O.D! (ゴッドラダムスの大予言! Goddo Radamusu no Dai Kanegoto!?)
14. Apollo Geist, Insecto Negro del Infierno (アポロガイスト くるい虫地獄 Aporo Gaisuto Kuroi Mushi Jigoku?)
15. ¡La Base Secreto de G.O.D! ¡¡X-Rider se Infiltra!! (ゴッド秘密基地! Xライダー潜入す!! Goddo Himitsu Kichi! Ekkusu Raidā Sennyūsu!!?)
16. ¡Apollo Geist Contraataca! ¡¡X-Rider en Peligro!! (逆襲アポロガイスト! Xライダー危うし!! Gyakushū Aporo Gaisuto! Ekkusu Raidā Ayaushi?)
17. ¡Que Miedo! ¡¡Humanos son Transformados en Libros!! (恐い! 人間が本にされる!! Kowai! Ningen ga Hon ni Sareru!!?)
18. ¡Que Miedo! ¡¡G.O.D Opera el Disfraz de un Gato!! (恐い! ゴッドの化けネコ作戦だ!! Kowai! Goddo no Bake Neko Sakusen da!!?)
19. ¡¡Los cadáveres llaman a la Mansión Fantasma!! (ゆうれい館で死人がよぶ!! Yūrei Kan de Shinin ga Yobu!!?)
20. ¿¡Un Monstruo!? ¡¡Aparece el Misterroso!! (おばけ!? 謎の蛇人間あらわれる!! Obake!? Nazo no Hebi Ningen Arawareru!!?)
21. Apollo Geist, ¡¡El Último General Ataca!! (アポロガイスト 最後の総攻撃!! Aporo Gaisuto Saigo no Sōkōgeki!!?)
22. ¡El Terrible Gran General! ¡¡Aparece King Dark!! (恐怖の大巨人! キングダーク出現!! Kyōfu no Dai Kyojin! Kingu Dāku Shutsugen!!?)
23. ¡King Dark! ¡¡El Invento del Diablo!! (キングダーク! 悪魔の発明!! Kingu Dāku! Akuma no Hatsumei!!?)
24. ¡La Venganza del Demonio Geronimo! ¡¡El Silencio Ataca!! (復しゅう鬼ジェロニモ! 音もなく襲う!! Fukushū Oni Jeronimo! Oto mo Naku Osō!!?)
25. ¡¡El Ladrón Misterioso, el Escarabajo Rinoceronte  Altramuz!! (謎の怪盗カブト虫ルパン!! Nazo no Kaitō Kabutomushi Rupan!!?)
26. ¡¡El Dictador del Infierno, Starfish Hitler!! (地獄の独裁者ヒトデヒットラー!! Jigoku no Dokusaisha Hitode Hittorā!!?)
27. ¡¡Edición Especial, La Fuerza Total de Cinco Riders!! (特集 5人ライダー勢ぞろい!! Tokushū Gonin Raidā Seizoroi!!?)
28. ¡Miren! ¡¡La Gran Transformación de X-Rider!! (見よ! Xライダーの大変身!! Mi yo! Ekkusu Raidā no Dai Henshin!!?)
29. ¡¡Duelo Mortal!! ¡¡X-Rider vs. X-Rider!! (死闘!! Xライダー対Xライダー!! Shitō! Ekkusu Raidā Tai Ekkusu Raidā!!?)
30. ¡Yo Quiero Sangre! ¡¡El Monstruo del Pantano de Cadáveres!! (血がほしいー! しびと沼の怪人!! Chi ga Hoshiī! Shibito Numa no Kaijin!!?)
31. ¡Levántate! ¡¡King Dark!! (立て! キングダーク!! Tate! Kingu Dāku!!?)
32. ¡Duelo! King Dark vs. X Rider (対決! キングダーク対Xライダー Taiketsu! Kingu Dāku Tai Ekkusu Raidā?)
33. ¡Miedo! ¡¡La Venganza de King Dark!! (恐怖! キングダークの復しゅう!! Kyōfu! Kingu Dāku no Fukushū!!?)
34. La Arma del Terror tiene como Objetivo a Tres Riders !! (恐怖の武器が三人ライダーを狙う!! Kyōfu no Buki ga Sannin Raidā o Nerau!!?)
35. Adiós, X-Rider (さらばXライダー Saraba Ekkusu Raidā?)

### Películas
- Kamen Rider X (仮面ライダーX Kamen Raidā Ekkusu?): Versión cinematográfica del episodio 3, estrenada el 16 de marzo de 1974
- Five Riders Vs King Dark (五人ライダー対キングダーク Gonin Raidā Tai Kingu Dāku?): A diferencia de la anterior, posee su propio argumento, en esta película aparecieron los cinco primeros Riders (Ichigo, Nigo, V3, Riderman y X). Estrenada el 25 de julio de 1974

## Reparto
- Keisuke Jin: Ryō Hayami
- Tōbei Tachibana: Akiji Kobayashi
- Keitarō Jin: Jun Tazaki
- Ryōko Mizuki/Kiriko Mizuki: Naoko Miyama
- Comandante general de G.O.D. (Voz): Osamu Saka
- Apollo Geist: Yasuhiko Uchida
- King Dark (Voz)/Doctor Noroi (Voz): Fumio Wada
- Narrador: Shinji Nakae

## Temas musicales

### Tema de apertura
- Set Up! Kamen Rider X (セタップ！仮面ライダーX Setappu! Kamen Raidā Ekkusu?)
  - Letra: Shotaro Ishinomori
  - Música: Shunsuke Kikuchi
  - Arreglos: Shunsuke Kikuchi
  - Intérprete: Ichiro Mizuki

### Tema de cierre
- Ore Wa X X Rider (俺はX.X.ライダー Ore wa X X Raidā?,  Yo soy X X Rider)
  - Letra: Saburo Yatsude
  - Música: Shunsuke Kikuchi
  - Arreglos: Shunsuke Kikuchi
  - Intérprete: Ichiro Mizuki

- Datos: Q602452